# Pirešica
Pirešica – wieś w Słowenii, w gminie miejskiej Velenje. W 2018 roku liczyła 145 mieszkańców. 